# Madame
Pour les articles homonymes, voir Madame (homonymie).

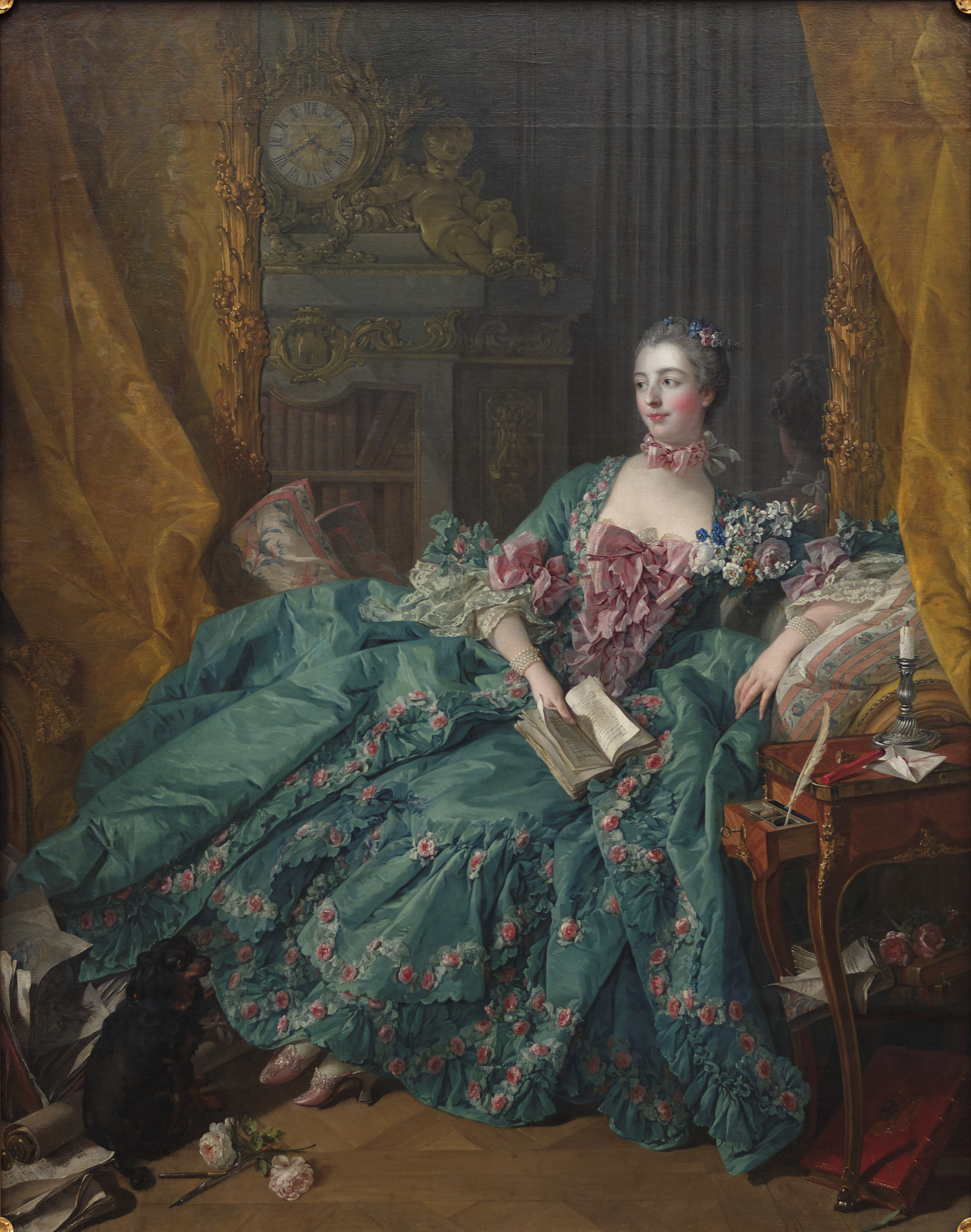
Portrait de Madame de Pompadour par François Boucher, 1756

Madame est le titre de civilité donné aux femmes. En France, l'administration le réservait aux femmes mariées, veuves ou divorcées, jusqu'à la décision du Conseil d’État du 26 décembre 2012. Voir aussi mademoiselle. 
Un néologisme fut un temps proposé, sur le modèle anglophone Mizz, pour s'adresser à une femme sans considération du statut marital : « Madelle ». Ce terme est toutefois resté inusité, le terme « Madame » étant couramment utilisé en cas de doute sur le statut marital de la femme à qui on s'adressait. Une circulaire du Premier ministre François Fillon datée du 21 février 2012 a tranché en demandant la suppression pure et simple du terme « Mademoiselle » et la généralisation du terme « Madame » dans les formulaires administratifs.
L'usage est d'abréger Madame en Mme (et non pas en Me qui est l'abréviation de Maître) et Mesdames en Mmes, au pluriel. En revanche, le titre de civilité ne s'abrège pas quand on s'adresse à la personne. Dans l'appel d'une lettre, dans la formule de salutation et sur l'enveloppe, on aura donc Madame, toujours en toutes lettres, avec la majuscule initiale. L'équivalent anglophone est  Mrs (graphie britannique) ou Mrs. (graphie américaine) – /ˈmɪsɨz/) – contraction de Mistress (litt. « maîtresse ») ; en anglais, Madam, souvent abrévié en ma'am, est également employé lorsque l'on s'adresse directement à la personne, sans suivre le titre par son nom de famille.
Par extension, le terme a acquis d'autres acceptions parmi lesquelles :
- Madame, titre donné historiquement aux impératrices, reines, princesses et plus généralement aux femmes de haute naissance[3]. Les abbesses sont également appelées Madame. C'est le féminin de Sire ou de Monseigneur. (« Ma » expression du respect (exemple : Mon Dieu), Dame (du latin « Domina », de « Dominus » , Seigneur, Maître, celui qui … domine)
- Madame, le titre donné, sous l'Ancien Régime, à la fille aînée du roi ou du dauphin, ou la femme de Monsieur, frère du roi (voir aussi : Appellations des membres de la maison de France). Parmi les princesses ayant porté le titre de « Madame », on trouve : 
  - Henriette d'Angleterre et la Princesse palatine, épouses successives du frère de Louis XIV.
  - Élisabeth de France, fille aînée de Louis XV.